# Prosciutto di Venticano
Il prosciutto di Venticano è un prosciutto crudo stagionato riconosciuto come prodotto agroalimentare tradizionale della regione Campania dalla quindicesima revisione dell'elenco nazionale del D.M. 350/99 pubblicata sul supplemento ordinario n°43 della Gazzetta Ufficiale n°168 del 22/07/2015. Le sue caratteristiche sono dovute al particolare microclima della valle del Calore, in Irpinia. La produzione è affidata a un prosciuttificio e a un salumificio, entrambi situati a Venticano.

## Storia
Le origini della produzione di questo prodotto si collocano nella Media Valle del Calore, in cui avveniva l'allevamento degli animali da cortile ed in particolare del maiale. A ciò bisogna aggiungere la facilità di reperimento del sale. A metà tra l'Adriatico, dove si trovano le saline di Margherita di Savoia e il Tirreno, Venticano è stato, per secoli, grazie
all'antica via Appia, passaggio obbligato della cosiddetta "Via del Sale". Il clima di queste terre, inoltre, si rivelò adatto per la stagionatura del prodotto tramite aria naturale.
La combinazione di questi tre fattori, ha fatto sì che in queste zone si sviluppassero, già agli inizi dell‘800, tecniche di salatura e di stagionatura raffinate proprio per i prosciutti e i salumi che, da queste terre partivano alla volta della Campania e della Puglia.
Verso la fine dell'800, la zona già annoverava diverse famiglie impiegate nella lavorazione e al commercio dei salumi.
Nel 2011 il Prosciutto di Venticano è un prodotto P.A.T. "Prodotto Agroalimentare Tradizionale".
Ogni anno nel Comune di Venticano viene organizzata una Sagra del Prosciutto insieme al vino e all'agnello, che rappresentano le tipicità del luogo.
Le frazioni di Campanariello e Dentecano compaiono nella storia anche nella metà del 1800. La carne si poteva acquistare dai macellai Carmine, Sabato e Arcangelo Addonizio, Carminantono Jorio, Michele Sordillo e Francesco d'Alessandro; la produzione di prosciutti era della famiglia De Nunzio, dalla famiglia Ciarcia e di altri meno noti ...
A funzionare era soprattutto l'industria per la lavorazione di prosciutti molto richiesti, a cura di nomi di antica generazione come Nicola Colarusso, Stefano La Verde, Michelangelo Ciarcia, Saverio Ciarcia, Fiore Nardone, Antonio De Roma, Francesco Addonizio, Carmine Addonizio, Federico Nardone.
Venticano è noto per prosciutti e salumi di ogni genere. Tra i diversi produttori del settore, particolare rilevanza
assumono i prosciuttifici e i salumifici, dove si utilizzano carni esclusivamente nazionali provenienti da allevamenti selezionati, aromatizzati solo con ingredienti naturali, quali il pepe in grani e in polvere, e stagionati ad aria naturale.
 

## Caratteristiche
Prosciutto crudo dal sapore dolce e delicato, dal gusto intenso; nonostante la lunga stagionatura conserva al tatto una tipica
tenerezza e morbidezza mentre alla vista si mostra rosé con striature di grasso bianco candido. 

## Produzione
Le fasi di lavorazione sono eseguite a mano. Il procedimento inizia con la selezione della materia prima, ossia delle cosce di
maiali. Le cosce provengono solo da suini pesanti appartenenti ai genotipi tradizionali italiani delle razza Large White, Landrace, incroci con la razza Duroc, e dell'Antica Razza Casertana.
La lavorazione si caratterizza per l'utilizzo del sale come unico conservante. Le cosce vengono quindi poste a riposo in appositi locali. A stagionatura completa, minimo 18 mesi, il prosciutto presenta un peso compreso tra i 9 e gli 11 kg con osso, e tra 7,5 e 9 kg disossato.
Il prosciutto di Venticano viene asciugato e stagionato nel territorio comunale di Venticano (provincia di Avellino) mentre 
la lavorazione dei quarti posteriori del maiale avviene nei territori dei comuni della media valle del Calore.